# Palazzo Fisogni
Palazzo Fisogni è situato in via IV Novembre a Borgosatollo, in provincia di Brescia, presso la piazza principale del paese.

## Storia
L'attuale palazzo sorge sull'area precedente occupata dalla dimora dei Gandelli, i quali vi risiederanno sino al 1641.
Dai Gandelli passerà poi ai de la Crotta i quali commissionarono i lavori di ammodernamento. Alla morte di Angelo Crotta la proprietà insieme ad oltre 210 piò di terreni passò in eredità a Gerolamo Fisogni, la cui famiglia ne mantiene ancora la proprietà.
L'aspetto attuale è il risultato della ristrutturazione operata nel Settecento dai nobili Crotta su precedenti edifici e case coloniche della famiglia Gandelli, del XVI e XVII secolo, di cui sono state mantenute alcune caratteristiche. Dal lato della strada, il parco è protetto da un alto muro cinta ornato da otto vasi di pietra sagomati e coronati da mazzi di foglie in ferro battuto. Il portale è a bugne, affiancato da lesene e sormontato da un cornicione. Il palazzo è orientato verso meridione; è presente un portico a sei campate con volte a crociera. I due portali in pietra, posti sulle testate del portico, presentano i due stemmi della famiglia Crotta.
Per quanto riguarda l'interno, una sala al piano terra, detta la caminada, ha il volto sorretto da otto mensoloni a voluto. Le sale al primo piano della parte settentrionale hanno il volto a carena in stile secentesco, mentre quelle della parte meridionale sono ornate da travetti settecenteschi. La cappella privata affianca ad est la galleria centrale. L'ala ad oriente presenta sale con pareti affrescate e soffitti decorati, in stile settecentesco, con paesaggi e medaglioni.